# المشاركة العربية في الألعاب الأولمبية الصيفية 2000
شاركت جميع الدول العربية الـ22 في دورة الألعاب الأولمبية الصيفية لسنة 2000 والتي أقيمت بمدينة سيدني الأسترالية.

## الإنجازات العربية
تعتبر دورة الألعاب الأولمبية سيدني 2000 رابع أفضل مشاركة عربية من حيث عدد الميداليات أحرزوا خلالها 14 ميدالية منها ذهبية واحدة للعداءة الجزائرية نورية بنيدة مراح في سباق1500 م ربالإضافة لفضيتين لكل من السعودي هادي صوعان سباق400 م حواجز (أول ميدالية للمملكة العربية السعودية ) والمغربي هشام الكروج في سباق1500 م والجزائري علي سعيدي سياف في سباق 5000 متر باللإضافة إلى عشرة برونزيات لكل من الكويتي فهيد الديحاني في الحفرة المزدوجة في الرماية والجزائري عبد الرحمن حماد في مسابقة الوثب العالي والمغربي إبراهيم لحلافي برونزية سباق 5 الاف م والمغربي علي الزين في سباق 3 الاف م موانع، والمغربية نزهة بدوان في سباق 400 م حواجز، والجزائري سعيد جابر القرني في سباق 800 م والقطري اسعد سعيد سيف في رفع الاثقال والمغربي الطاهر التمسماني في وزن 57 كلغ في الملاكمة والجزائري محمد علالو في وزن 5ر63 كلغ في الملاكمة والسعودي خالد العيد في القفز الحواجز في الفروسية.

## المتوجون العرب
- ذهبية الجزائر الجزائرية نورية مراح بنيدة ذهبية سباق 1500 متر
- فضية الجزائر الجزائري علي سعيدي سيف فضية سباق 5000 متر
- فضية السعودية السعودي هادي صوعان فضية 400 متر حواجز
- فضية المغرب المغربي هشام الكروج فضية سباق 1500 متر
- برونزية المغرب المغربي علي الزين برونزية سباق 3000 متر
- برونزية المغرب المغربي إبراهيم لحلافي برونزية سباق 5000 متر
- برونزية المغرب المغربي طاهر التمسماني برونزية وزن 57 كلجم في الملاكمة
- برونزية المغرب المغربية نزهة بدوان في سباق 400 متر حواجز
- برونزية الجزائر الجزائري عبد الرحمن حماد برونزية القفز العالي
- برونزية الجزائر الجزائري سعيد قرني عيسى جبير برونزية 800 متر
- برونزية الكويت الكويتي فهيد الديحاني برونزية الحفرة المزدوجة في الرماية
- برونزية قطر القطري اسعد سعيد سيف برونزية وزن 105 كلجم في رفع الاثقال
- برونزية الجزائر الجزائري محمد علالو برونزية وزن 5ر63 كلجم في الملاكمة
- برونزية السعودية السعودي خالد العيد برونزية قفز الحواجز في الفروسية

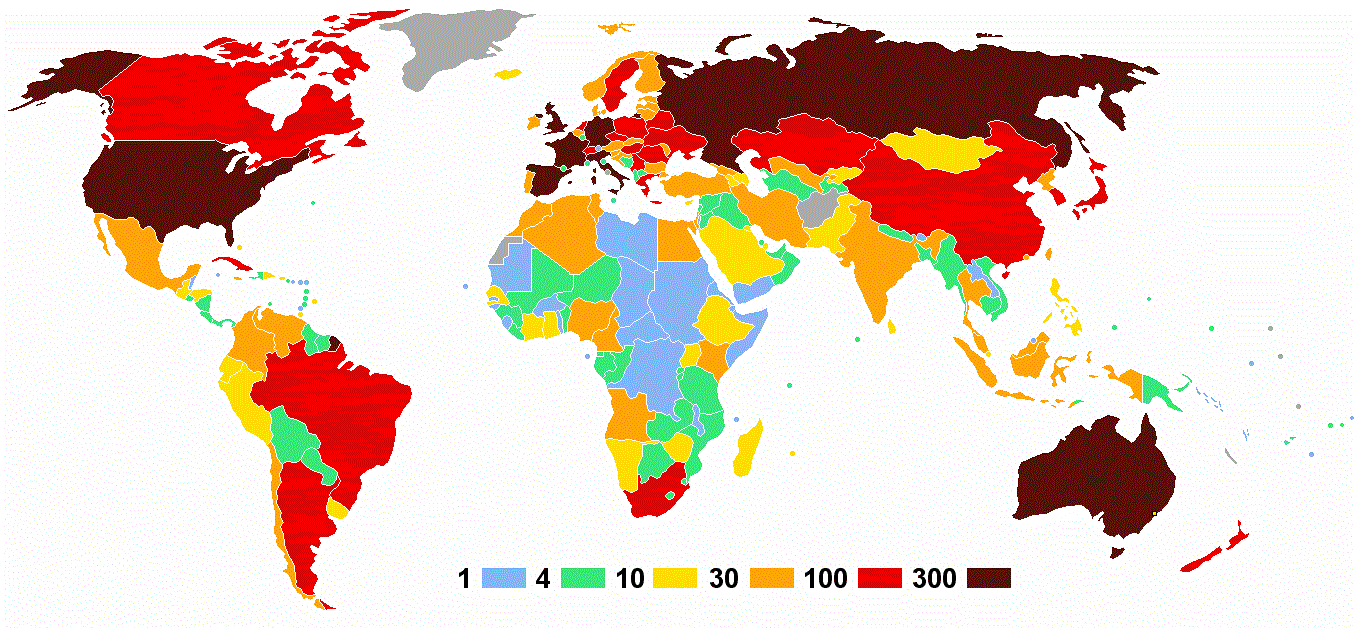
مجموع الدول حسب عدد المشاركين

## مراكز الدول العربية.[1]
| الترتيب | منتخب          | ذهبية | فضية | برونزية | المجموع |
| ------- | -------------- | ----- | ---- | ------- | ------- |
| 40      | الجزائر (ALG)  | 1     | 1    | 3       | 5       |
| 58      | المغرب (MAR)   | 0     | 1    | 4       | 5       |
| 61      | السعودية (KSA) | 0     | 1    | 1       | 2       |
| 70      | الكويت (KUW)   | 0     | 0    | 1       | 1       |
| 70      | قطر (QAT)      | 0     | 0    | 1       | 1       |